# Cativeiro assírio

Mapa em inglês mostra a rota de deportação provável dos israelitas para Assíria

O cativeiro assírio é o termo dado ao evento ocorrido após a queda de Israel, em que o povo de Israel  foi levado para a Assíria e para a Média no ano 722 a.C. Salmanaser V deportou os israelitas para a Assíria e os levou para Hala, para as margens do harbor rio de Gozã, e para as cidades da Média. Os assírios levaram outros povos subjugados pela Assíria para morar na Palestina.